# Simón Iturri Patiño
Simón I. Patiño (Santiváñez, 1 de junio de 1860-Buenos Aires, 20 de abril de 1947) fue un empresario boliviano, magnate de la minería del estaño. Desarrolló empresas de extracción de mineral en Bolivia y logró una importante integración vertical al ser inversionista en una fundición alemana y la británica Williams Harvey. También contaba con inversiones en la National Lead de Estados Unidos importante compradora de estaño. Fue también el primer boliviano en desarrollar inversiones internacionales, de hecho concentró la mayor parte de su fortuna en el exterior.  

## Biografía
Simón Iturri Patiño nació en Santiváñez, departamento de Cochabamba, en junio del año 1860, hijo de Eugenio Iturri, inmigrante del País Vasco, y de su esposa María Patiño, nacida en Cochabamba. 
Trabajó como administrativo en la Compañía Minera Huanchaca antes de mudarse a Oruro, donde fue empleado de la firma comercial Hermann Fricke y Cia. Se trasladó a trabajar a la mina Huanchaca de Aniceto Arce, trabajando allí por algunos años, como laborero.
Se casó con Albina Rodríguez Ocampo en Oruro en 1889 y tuvieron tres hijas, Graziella, Elena y Luzmilla y dos varones, René y Antenor.

## Negocios

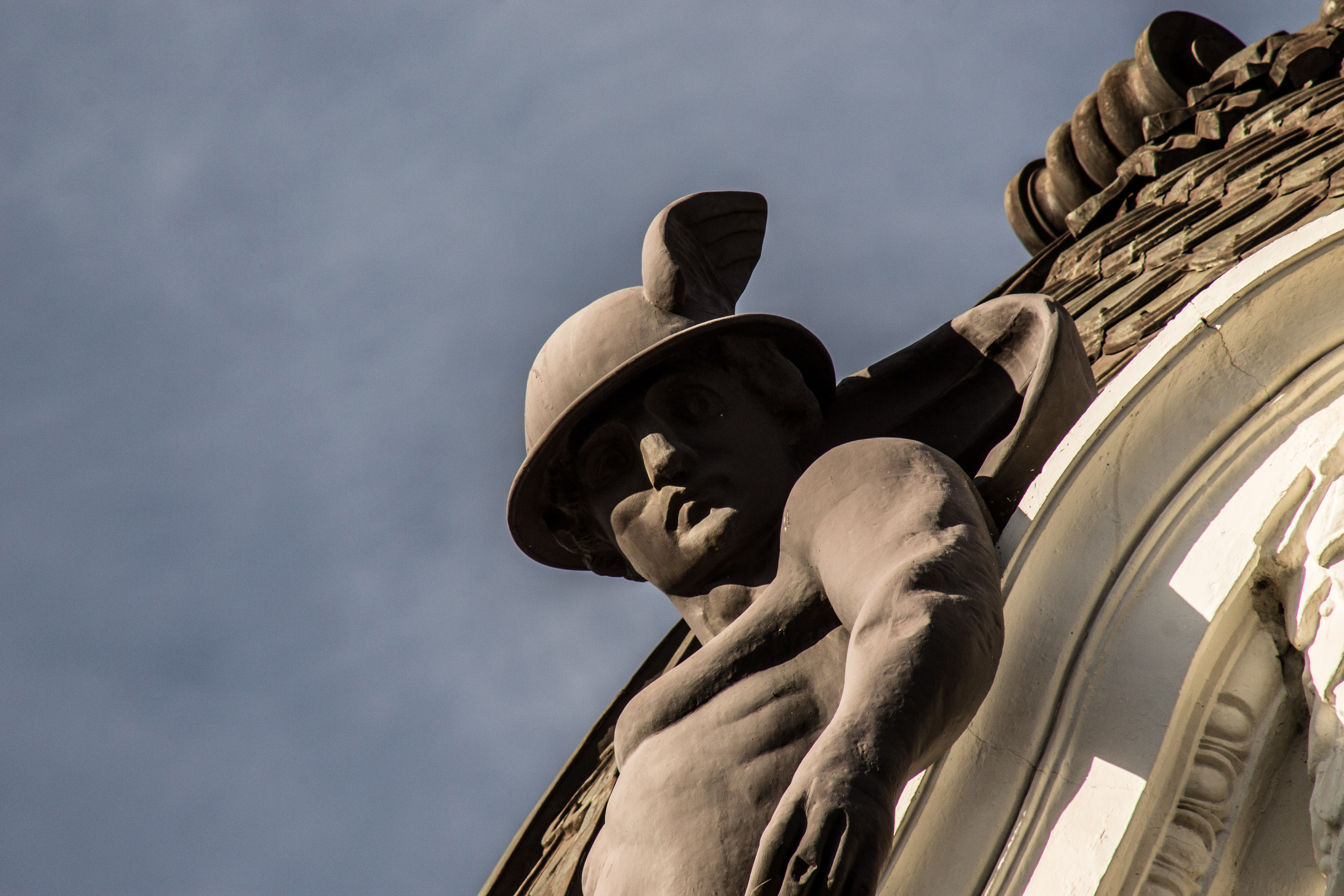
Detalle de un trabajador minero en una de las sucursales del Banco Mercantil

Su fortuna comenzó con la creación de su Empresa Minera "La Salvadora" el año 1898, en el sector de Uncía, Potosí. En los años siguientes fue adquiriendo otras minas y fundo el Banco Mercantil y compró varias minas como el "Balcón de Huanuni" (Oruro), "Compañía Minera de Uncia" (Potosí); también construyó el Ferrocarril Machacamarca Uncia, que se inauguró en 1921 para fundamentalmente transportar la barrilla de estaño de Uncia a Machacamarca (Oruro) y de ahí a los puertos de Chile. En esta primera etapa del industrial minero ya se referían a él como el "Rey del Estaño". Fue ministro plenipotenciario de Bolivia en Francia y en España.
Hasta 1924, en Bolivia la chilena"Compañía Estañífera de Llallagua" era la empresa más grande en Bolivia y vecina de Empresa Minera "La Salvadora" de Simón I. Patiño, pues ambas estaban ubicadas en el mismo cerro mineralizado, llamado "Chayacani" (también Juan del Valle o Espíritu Santo); desde 1911 aproximadamente Simón I. Patiño fue adquiriendo acciones secretamente de la compañía chilena  en la bolsa de valores de Santiago (Chile). Una vez que logró adquirir la mayoría de las acciones hasta entonces en manos de capitalistas chilenos, se sintió orgulloso de “nacionalizar” la minería boliviana y de esta manera el 5 de julio de 1924 fusiona ambas empresas y el Ferrocarril Machacamarca Uncia a través de  Patiño Mines and Enterprises Consolidated, Inc. que registró en Delaware, Estados Unidos, trasladando todas las labores administrativas, de salud, y la gerencia al distrito minero de Catavi y las operaciones mineras al distrito de "Siglo XX". Esta compañía minera desde 1924 hasta 1852, ha sido la más grande e importante en Bolivia.

### Williams Harvey
El hecho más importante de la historia de la minería de Bolivia antes de la revolución del 1952 fue la compra por parte de Patiño de la fundidora inglesa Williams Harvey & Co. con sede en Liverpool, que controlaba un cuarto de los negocios de fundidoras y refinerías en el mundo.  
También adquirió minas en Malasia. El caso de Patiño es poco común, porque los magnates sudamericanos raramente buscaron una integración vertical de sus intereses. Esta integración le permitió desempeñar un papel clave en la conformación del Comité Internacional del Estaño, que fue el primer cartel que intentó controlar el precio de una materia prima. Con tal motivo, fue conocido como El Rey del Estaño. En los años 1940 se encontraba entre los hombres más ricos del mundo. 
Durante la Gran Depresión de 1929 jugó un papel importante en fundar el Comité Internacional de Estaño para regular la oferta de estaño e intentar proteger su precio.
En 1906, Patiño fundó el Banco Mercantil en Bolivia, que sigue existiendo, si bien no está relacionado con los intereses de sus herederos.
En 1942 Patiño ante los justos reclamos de sus trabajadores en las minas Catavi- Llallagua- siglo XX por mejores salarios, coordina, patrocina y ordena junto al gobierno militar de Enrique Peñaranda la denominada masacre de Catavi para acallar los reclamos de sus trabajadores y mantener la extracción de mineral.

## Barón del estaño
Patiño, junto a Mauricio Hochschild y Carlos Víctor Aramayo, fueron conocidos como los barones del estaño y tuvieron una gran influencia política en Bolivia hasta la Revolución Nacional de 1952, que nacionalizó las empresas mineras.

## Legado
Los herederos de Patiño crearon la Fundación Patiño que se dedica a labores culturales y beca a estudiantes bolivianos para seguir estudios universitarios en Suiza y Bolivia. La fundación está a cargo del Palacio Portales, una mansión que Patiño hizo construir en Cochabamba que tardó en construir quince años y en la que pensaba descansar sus últimos días, pero murió en el viaje. Ahora es utilizada para reuniones y está abierta al público. La fundación también está a cargo de Casa Museo Villa Albina-Villa Albina, una vivienda señorial en Pairumani, cerca de Cochabamba, construida por Patiño para su esposa. Los restos de Patiño están enterrados en Pairumani.

## Galería

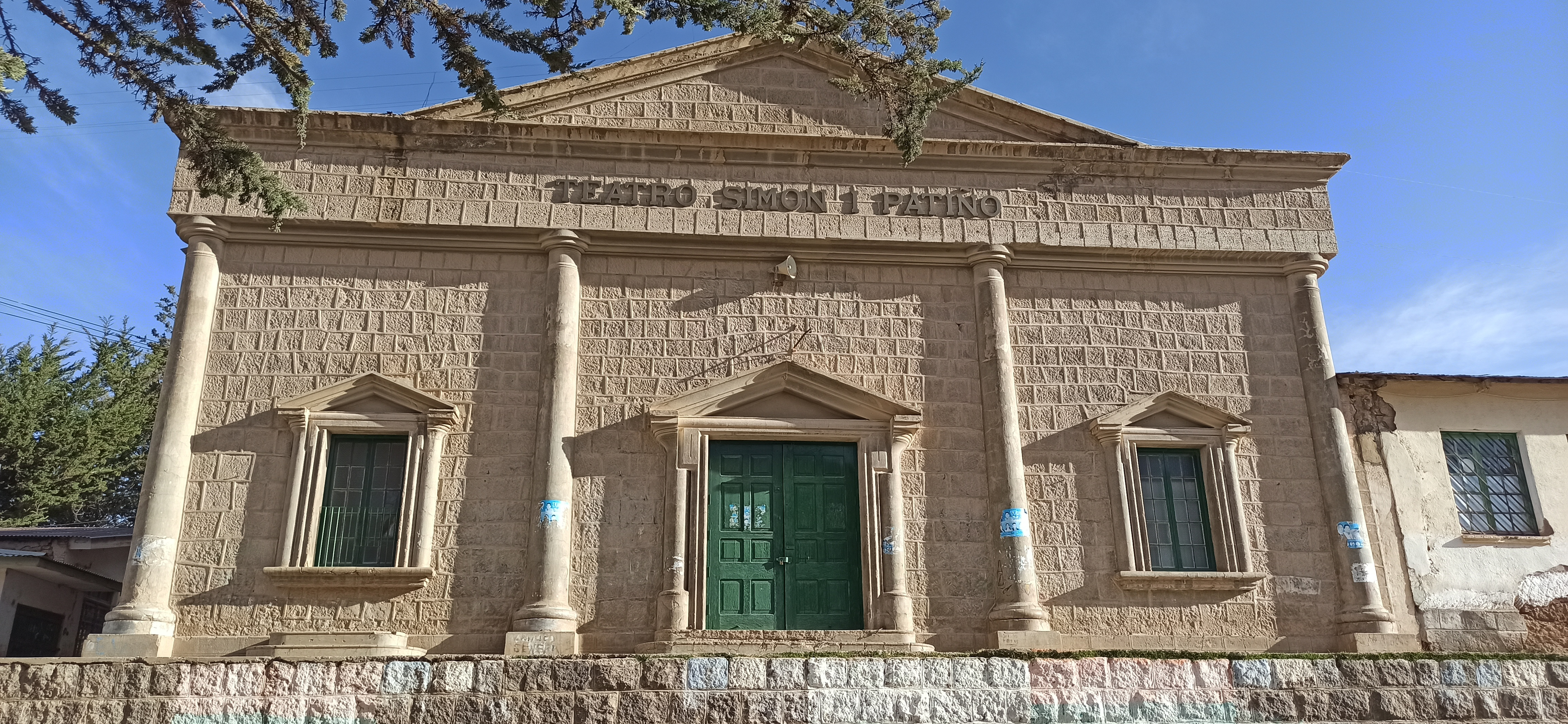
Teatro Simón I. Patiño en Catavi
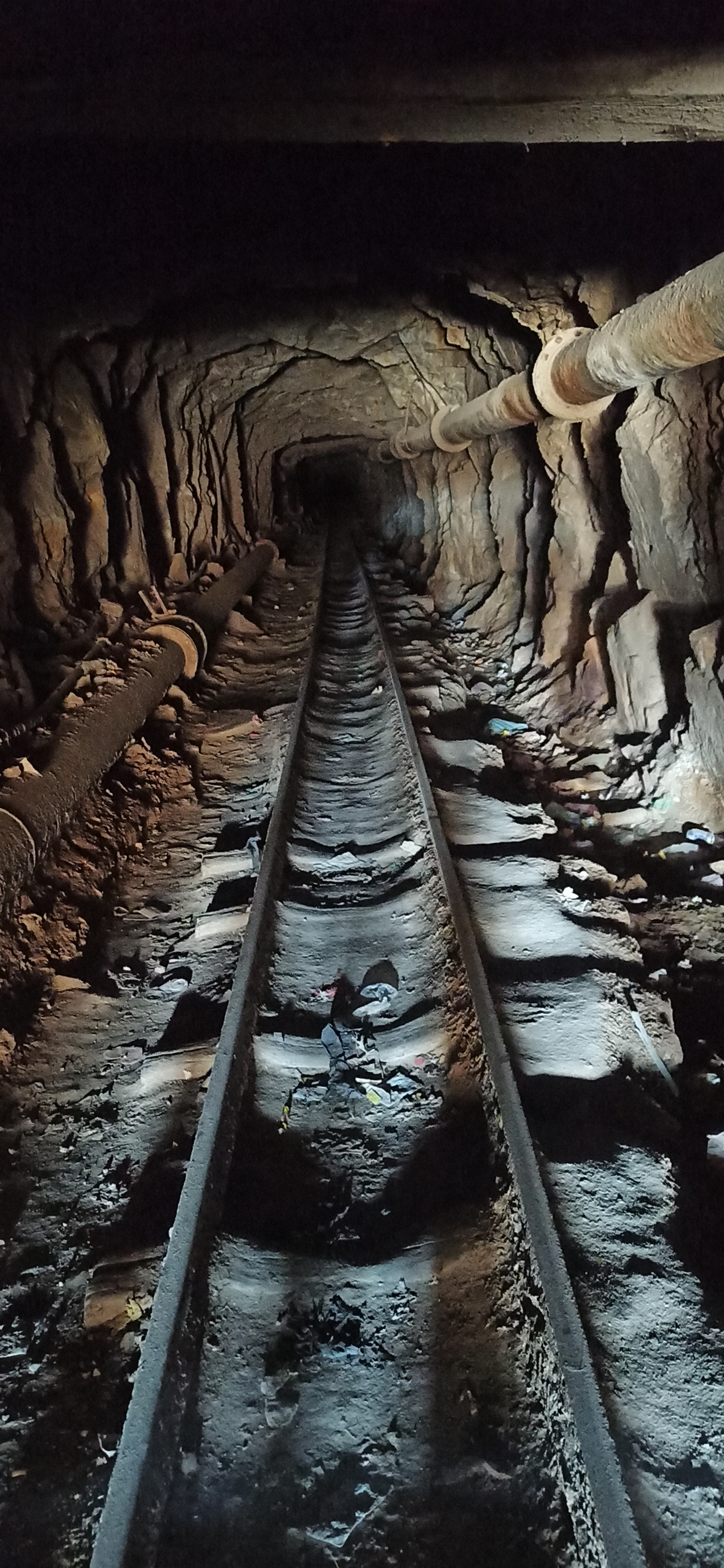
Bocamina de La Salvadora en Llallagua
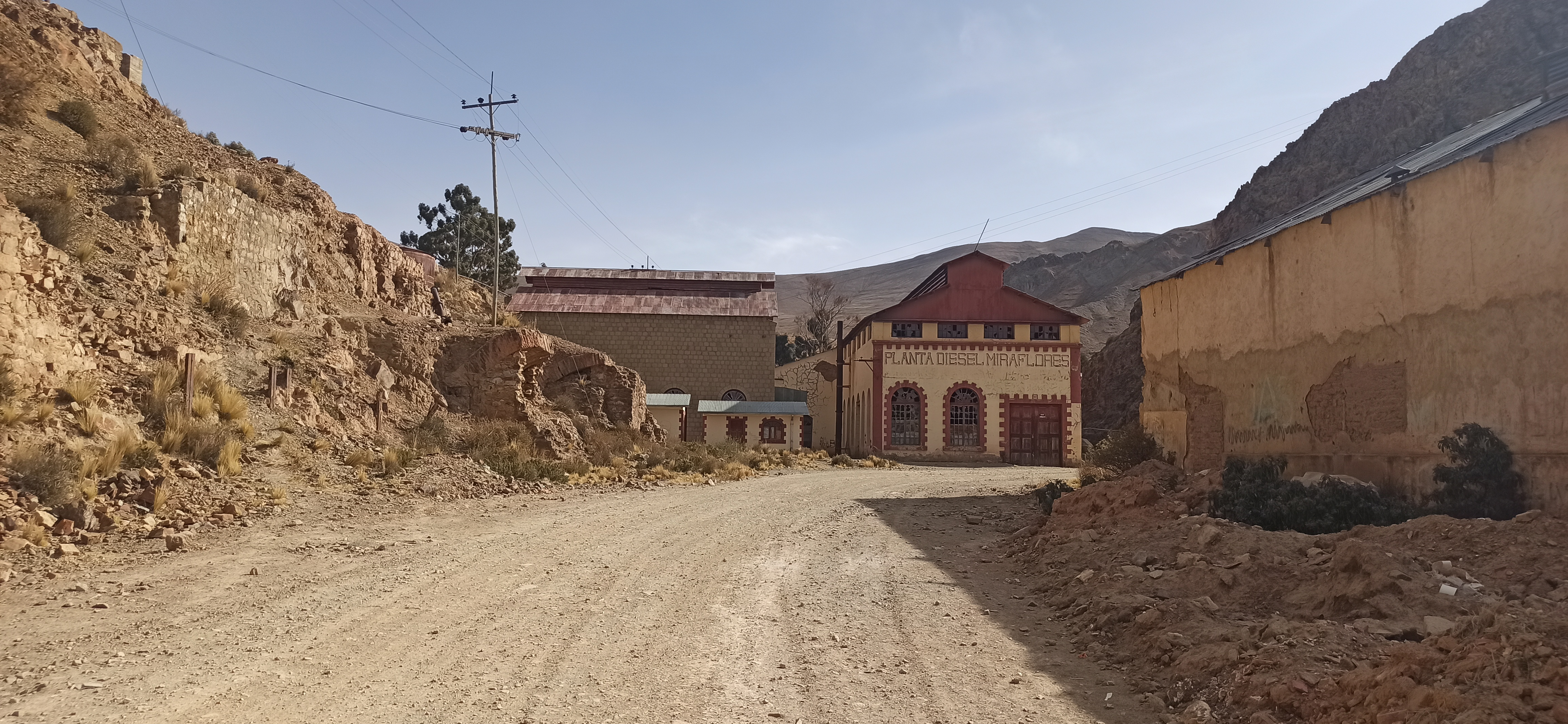
Antigua planta de diesel de Patiño en Uncía
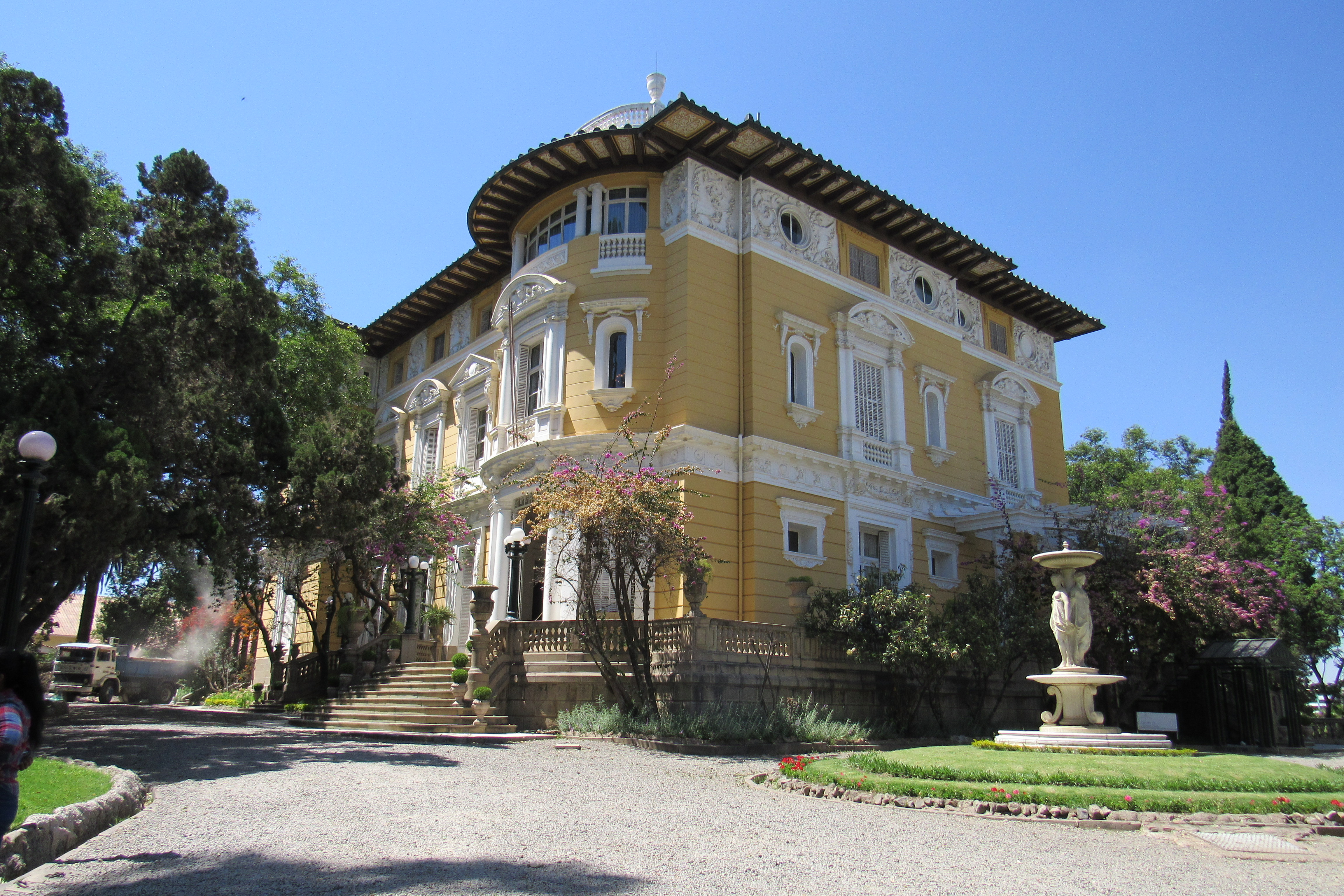
Casa de Simón Patiño en la ciudad de Cochabamba
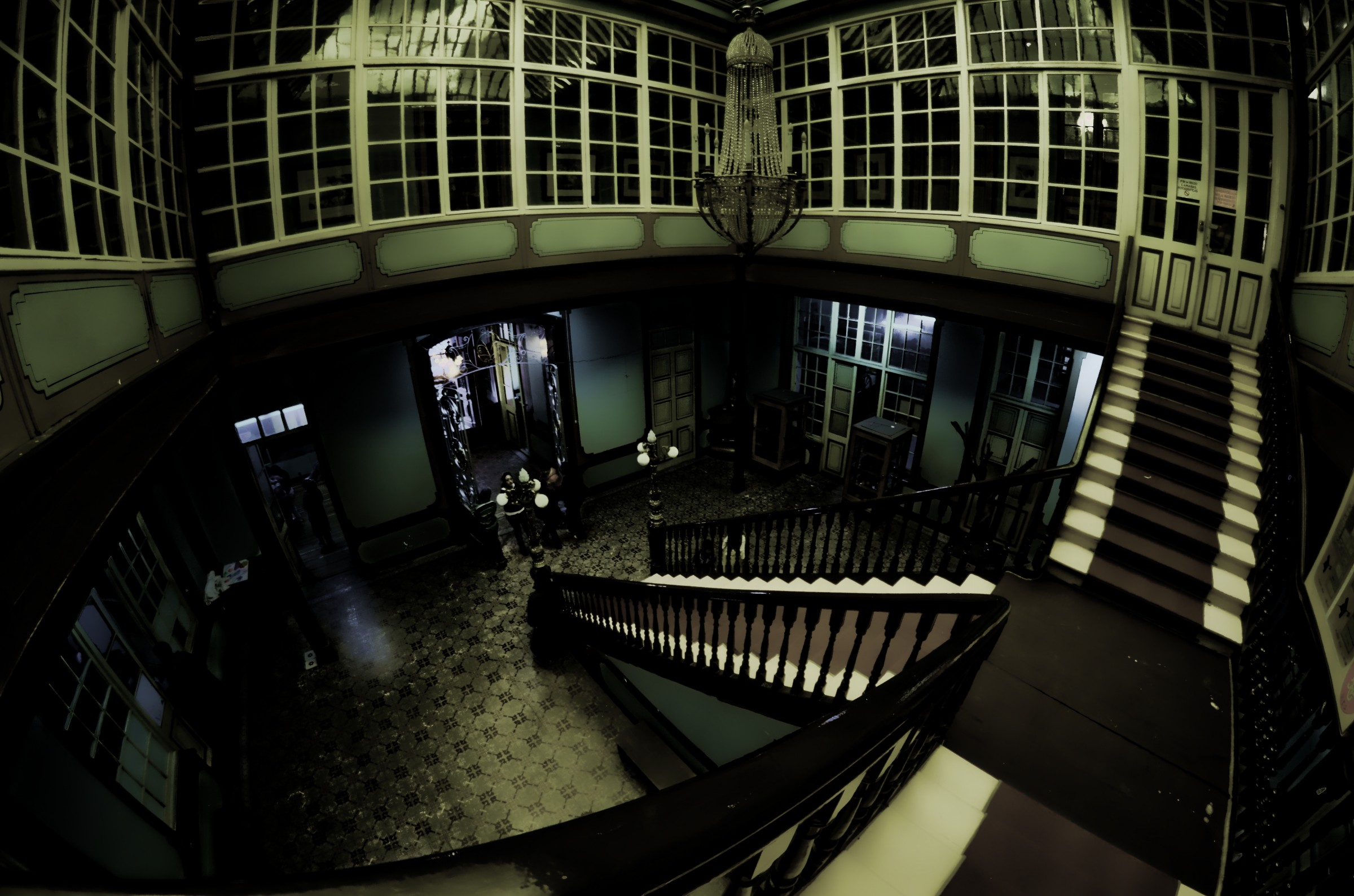
Interior de la mansión de Patiño en Oruro